# Тептиевка
Тепти́евка (укр. Тептіївка) — село в Богуславской городской общине Обуховского района Киевской области Украины.
Население по переписи 2001 года составляло 345 человек. Почтовый индекс — 09722. Телефонный код — 4561. Занимает площадь 1,5 км². Код КОАТУУ — 3220687301.